# باول كامبل (لاعب كرة قاعدة)
باول كامبل (بالإنجليزية: Paul Campbell) هو لاعب كرة قاعدة أمريكي، ولد في 1 سبتمبر 1917 في Paw Creek (Charlotte neighborhood) ‏ في الولايات المتحدة، وتوفي في 22 يونيو 2006 في تشارلوت في الولايات المتحدة.

## وصلات خارجية
- باول كامبل على موقع دوري كرة القاعدة الرئيسي (الإنجليزية)
- باول كامبل على موقعبيزبول رفرنس.كوم (الدوري الرئيسي) (الإنجليزية)
- باول كامبل على موقع مشجعي الرسوم البيانية (الإنجليزية)